# Saint-Gervais-les-Bains
Saint-Gervais-les-Bains är en kommun i departementet Haute-Savoie i regionen Auvergne-Rhône-Alpes i sydöstra Frankrike. Kommunen ligger i kantonen Saint-Gervais-les-Bains som tillhör arrondissementet Bonneville. År 2022 hade Saint-Gervais-les-Bains 5 678 invånare.

## Befolkningsutveckling
Antalet invånare i kommunen Saint-Gervais-les-Bains
| Referens: INSEE |